# Hans van Zeeland
Johannes Hendrikus Jacques van Zeeland dit Hans (né le 4 mai 1954 à Arnhem) est un joueur de water-polo international néerlandais. Il remporte la médaille de bronze lors des Jeux olympiques d'été de 1976 à Montréal et termine à la sixième place lors des Jeux de Moscou en 1980 avec l'équipe des Pays-Bas. À l'occasion des Jeux olympiques d'été de 1996 se déroulant à Atlanta, il est le sélectionneur de l'équipe des Pays-Bas.

## Palmarès

### En sélection
- Pays-Bas
  - Jeux olympiques :
    - Médaille de bronze : 1976.